# Hoforspartiet
Hoforspartiet är ett lokalt politiskt parti i Hofors kommun, som bildades inför valet till kommunfullmäktige 2014. 
I valet till kommunfullmäktige i Hofors kommun 2014 fick partiet 13,63 procent av rösterna vilket motsvarade 840 röster och fick därmed fyra mandat i kommunfullmäktige.